# Señor, dame paciencia
Pour plus de détails, voir Fiche technique et Distribution.
Señor, dame paciencia est un film espagnol réalisé par Álvaro Díaz Lorenzo avec Jordi Sánchez, Megan Montaner, Silvia Alonso, Eduardo Casanova, David Guapo, Boré Buika et Salva Reina. Il est sorti en Espagne le 16 juin 2017.
Il a été tourné entre Madrid et Sanlúcar de Barrameda.

## Synopsis
Lorsque la femme de Gregorio, un banquier très conservateur, très madrilène et très grincheux, meurt subitement, il est contraint d'exaucer sa dernière volonté : passer un week-end avec ses enfants et leurs partenaires à Sanlúcar de Barrameda pour disperser ses cendres dans le Guadalquivir.
C'est là que les problèmes commencent pour Gregorio, car sa fille Sandra est mariée à Jordi, un "culé" catalan, qui veut emmener sa future petite-fille dans une école bilingue catalan-anglais à Barcelone, et que le patriarche, bien sûr, ne supporte pas.
Son autre fille, Alicia, sort avec Leo, un hippie contestataire que Gregorio ne peut même pas voir, et Carlos, son plus jeune fils, avec lequel il n'a pas parlé pendant six mois depuis qu'il est sorti de l'armoire, se présente avec son petit ami Eneko, un Basque d'origine sénégalaise, un gendre que Gregorio n'aurait jamais imaginé avoir.
Ce voyage multiculturel mettra à l'épreuve la tolérance et la capacité de pardon d'une famille aussi dysfonctionnelle que les autres, qui devra apprendre à s'accepter les uns les autres, avec leurs vertus et leurs défauts.

## Fiche technique
- Titre : Señor, dame paciencia
- Réalisation : Álvaro Díaz Lorenzo
- Scénario : Álvaro Díaz Lorenzo
- Musique : Julio de la Rosa
- Photographie : Valentín Álvarez
- Montage : Verónica Callón
- Production : Mercedes Gamero, Mikel Lejarza, José Manuel Lorenzo et Antonio P. Pérez
- Société de production : Atresmedia Cine, Canal Sur Televisión, DLO Producciones, Maestranza Films et Suroeste Films
- Pays :  Espagne
- Genre : Comédie et fantastique
- Durée : 91 minutes
- Dates de sortie : 
  -  Espagne : 16 juin 2017

## Distribution
- Jordi Sánchez : Gregorio Zaldívar
- Rossy de Palma : María Ramos
- Megan Montaner : Sandra Zaldívar Ramos
- Silvia Alonso : Alicia Zaldívar Ramos
- Eduardo Casanova : Carlos Zaldívar Ramos
- David Guapo : Jordi
- Boré Buika : Eneko
- Salva Reina : Leo
- Andrés Velencoso Segura : Alejandro
- Paco Tous : le père Salcedo
- Antonio Dechent : Antonio
- Diego París : Ricardo
- Raúl Jiménez

## Adaptation à la télévision
Le 8 juin 2020, il a été annoncé qu'Antena 3 préparait l'adaptation du film avec Jordi Sánchez comme protagoniste de la série, récupérant le personnage de Gregorio, comme dans le film. En septembre 2020, les incorporations de Norma Ruiz dans le rôle de Sandra, Adam Jezierski dans le rôle de Goyito, Félix Gómez dans le rôle de Carlos et Carol Rovira dans le rôle d'Alicia ont été annoncées, ainsi que la participation de Rossy de Palma qui récupère son personnage du film.

## Accueil

### Commercial
Le film a été un succès commercial, attirant 984 682 spectateurs et s'est classé deuxième au classement du cinéma espagnol au premier semestre 2017, derrière Es por tu bien.